# Египетско-ливанские отношения
Египетско-ливанские отношения — двусторонние дипломатические отношения между Египтом и Ливаном.

## История
Лидеры Ливана опасались потери суверенитета страны после объединения Сирии и Египта в единое государство в 1958 году. В период с 1952 по 1970 год египетско-ливанские отношения отличались нестабильностью, в том числе и из-за сильных стратегических связей Ливана с Соединёнными Штатами Америки, которые пошли на спад только после начала гражданской войны в Ливане. В 1979 году Египет заключил мирное соглашение с Израилем и практически прекратил контакты с ливанской группировкой Хезболла. Однако, в 2011 году в Египте произошла революция и к власти пришёл Мухаммед Мурси и Братья-мусульмане, которые называли Хезболлу реальной политической и военной силой, а также выражали готовность наладить взаимодействие с этой группировкой. В феврале 2017 года президент Египта Абдул-Фаттах Халил Ас-Сиси сделал заявление, что Египет продолжит поддерживать Ливан по всем направлениям сотрудничества.

## Торговля
В 2005 году товарооборот между странами составил сумму 248 млн. долларов США. В 2009 году товарооборот возрос до 346 млн долларов США. Экспорт Египта в Ливан: стержни из железа и стали, картофель, нефть, животные, сыр, пластик. Экспорт Ливана в Египет: лом чёрных металлов, яблоки, пластмасса, фосфорная кислота, бумага и картон, тракторы и запчасти для автомобилей.